# Mikhaylovka (Armenia)
Mikhaylovka (in armeno Միխայելովկա?) è un comune di 840 abitanti (2001) della Provincia di Lori in Armenia.